# Salpis globosa
Salpis globosa är en fjärilsart som beskrevs av Frederick H. Rindge 1973. Salpis globosa ingår i släktet Salpis och familjen mätare. Inga underarter finns listade.